# Cyrtodactylus santana
Cyrtodactylus santana — вид ящірок з родини геконових (Gekkonidae). Описаний у 2023 році.

## Назва
Назва виду відноситься до національного парку Ніно Коніс Сантана, де був знайдений вид. Цей парк названо на честь Ніно Коніса Сантани, лідера FALINTIL, який брав участь у опорі індонезійській окупації Східного Тимору. Рідне село Сантани — Тутуала, знаходиться в парку.

## Поширення
Ендемік Східного Тимору. Відомі особини цього виду були знайдені в двох печерах Лене Хара і Напана Вей. Ці печери є частиною окремих скель, але їхні входи знаходяться на відстані менше 500 метрів один від одного. Обидва виходи знаходяться на висоті 152 метри над рівнем моря, менш ніж за 1 кілометр від північно-східного краю національного парку Ніно Коніс Сантана. Очікується, що цей вид також населяє інші вапнякові печери в цьому районі. Цей парк охоплює східні райони муніципалітету Лаутен на сході країни. Зразок Cyrtodactylus подібного вигляду був знайдений на острові Атауро, але невідомо, чи він представляє той самий вид.

## Опис
Цей вид морфологічно пристосований до життя на скелях, маючи схожі риси з близькими видами, які поділяють такий спосіб життя. Дорослі особини досягають трохи більше 7 см, без хвоста. У той час як їхня верхня сторона від жовтуватого до темно-коричневого кольору, нижня частина біла, що є прикладом контрастного затінення. Верхні кольори утворюють смуги, причому специфічний візерунок змінюється між особинами.